# Chaetarcturus beddardi
Chaetarcturus beddardi is een pissebed uit de familie Antarcturidae. De wetenschappelijke naam van de soort is voor het eerst geldig gepubliceerd in 1935 door Gurjanova.